# Kadyrbek Atambaev
Kadyrbek Atambaev (Biskek, 26 de abril de 1993) es el líder de la fracción de diputados de los socialdemócratas en el parlamento de Biskek, vicepresidente de los socialdemócratas (Kirguistán), hijo del expresidente kirguís Almazbek Atambayev. Líder de la lista del partido de las elecciones parlamentarias de 2021.

## Educación y primeros años
Se graduó de la escuela secundaria-gimnasio n.º 29 de Biskek. Se licenció en gestión empresarial en la Universidad Americana de Asia Central y cursó un máster en el Instituto Estatal de Relaciones Internacionales de Moscú (MGIMO), especializándose en asociaciones público-privadas.En 2015 escribió un libro sobre política industrial y la importancia de la complejidad económica para los países en desarrollo.En 2017 cumplió el servicio militar regular en el ejército de Kirguistán.Recibió una invitación de Angela Merkel para realizar una pasantía en un centro de estudios alemán pero no pudo hacerlo después de que las fuerzas militares asaltaran su casa y arrestaran a su padre.

### Trabajar en IT

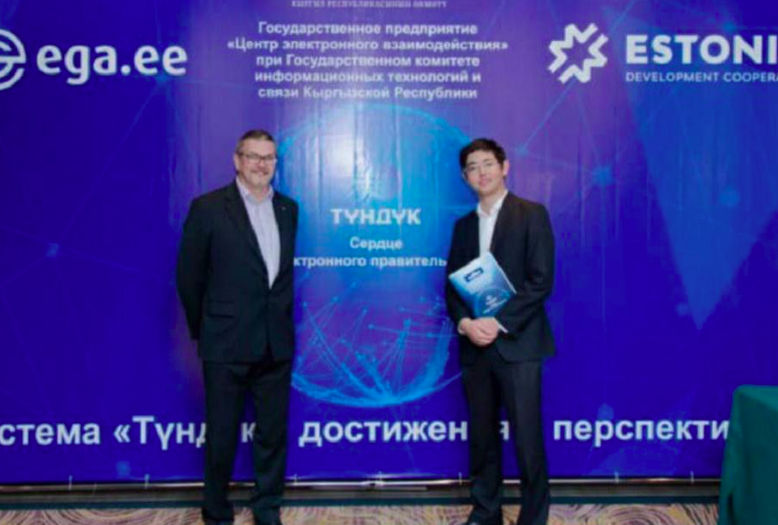
Kadyrbek Atambaev with e-Governance Academy of Estonia management

Kadyrbek Atambayev, miembro de la organización no gubernamental Citizens' Internet Policy Initiative, colaboró con el equipo del sistema de interacción electrónica interdepartamental Tunduk. Kirguistán se convirtió en el tercer operador de X-Road en el mundo después de Estonia y Finlandia. Con su participación directa, el sistema X-Road se actualizó de la versión 5 a la 6.Atambayev interactuó personalmente con docenas de agencias gubernamentales, documentando sus algoritmos para procedimientos administrativos para la automatización.En 2019, la empresa estatal Tunduk recibió el título de "Socio del año" de la Academia de Gobierno Electrónico (EGA).

## Participación política
Kadyrbek Atambayev se ha involucrado activamente en la política a través del Partido Socialdemócrata de Kirguistán (SDPK) después de la detención de su padre. Se unió al partido diez días después del asalto a la residencia de su padre por parte de las fuerzas armadas regulares, compuestas por 6.000 personas, el 7 y 8 de agosto durante los sucesos de Koy-Tash.

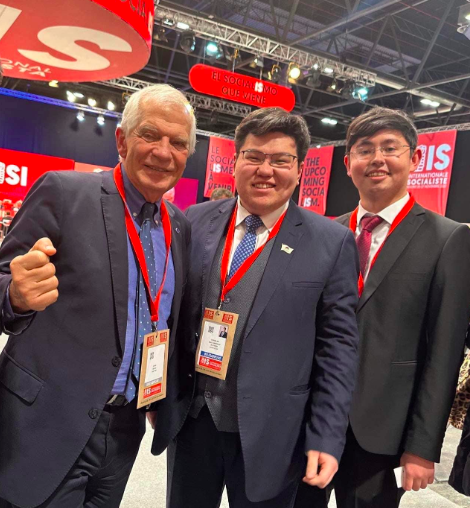
With European Commissioner Josep Borrell and Vice President of the Socialist International Temirlan Sultanbekov

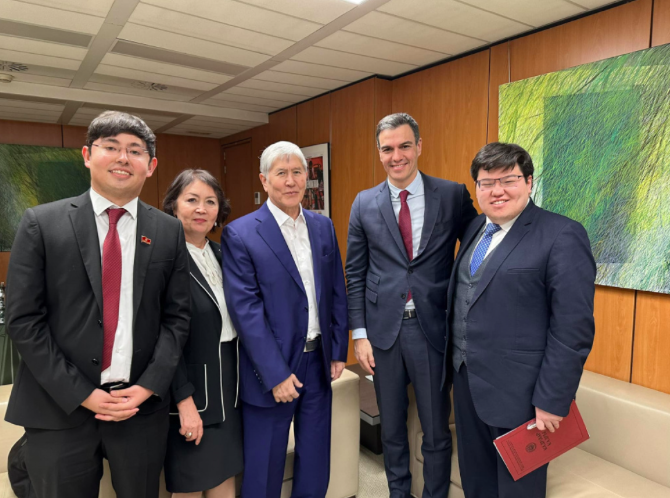
Con su padre Almazbek Atambaev, después de la liberación de la prisión con la ayuda del primer ministro español Pedro Sánchez

Llamó a las fuerzas de la oposición a unirse después del asalto y la detención de su padre:
"... esto no significa que debamos esperar a que cada uno de nosotros venga y nos aten. Esto significa que hoy todas las fuerzas de la oposición deben comprender que el futuro del estado está en juego. Debemos mostrar una fuerte resistencia a la dictadura del poder. Si una coalición de partidos gana las próximas elecciones -una coalición de la oposición contra la dictadura que avanza- entonces podremos cambiar el rumbo".
En 2020, tras los resultados electorales injustos, junto con sus compañeros de partido, anunció una acción de protesta y acudió a la plaza Ala-Too, que dio lugar a la revolución kirguisa de 2020. Kadyrbek Atambayev publicó una investigación sobre la conexión de los familiares del presidente del clan Jeenbekov con la corrupción aduanera en el Punto Aduanero del Suroeste a través de la Inspección Técnica del Sur. Descubrió que el caso contra los miembros del partido lo lleva a cabo el sobrino del presidente Jeenbekov. Kadyrbek Atambayev fue uno de los primeros manifestantes en entrar en la Casa Blanca durante las protestas que dieron lugar al derrocamiento del presidente Sooronbay Jeenbekov.Habló de la tortura de su padre, el expresidente de Kirguistán Almazbek Atambayev, en el congreso de la Internacional Socialista en Madrid en 2022. El secretario general de la Internacional Socialista, Luis Ayala, visitó Kirguistán, donde ayudó a obtener el permiso para realizar un examen médico.
Encabezó la lista del partido en las elecciones al Parlamento de Biskek y encabezó la facción en Biskek.
Encabezó la lista del partido en las elecciones parlamentarias de 2021, que terminaron en fraude electoral y "fallo del sistema electrónico". Preguntó sobre la paliza a los líderes de la oposición a pesar de una protesta pacífica y sobre el envío de grupos por parte de las autoridades para llevar a cabo la violencia contra los líderes heridos.

## Defensa y campañas
Kadyrbek Atambayev ha participado en varias campañas y movimientos. Ha mostrado un interés particular en preservar el sistema de trolebuses de Biskek,argumentando en contra de su reemplazo por autobuses eléctricos más costosos.
A menudo habla en los medios de comunicación sobre los temas de la corrupción,la mafia de la construcción,la ecología de Biskek, los problemas del agua, y la independencia presupuestaria.Actúa como secretario internacional del ala juvenil del partido en la IUSY.

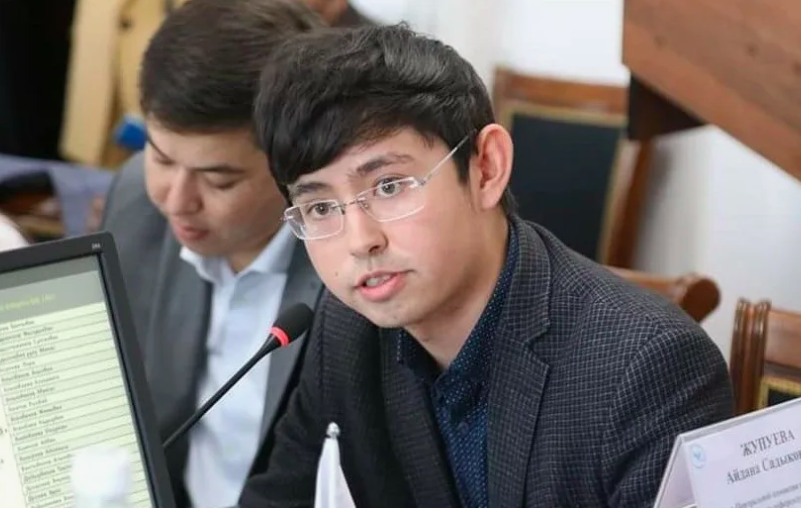
Con la fracción de diputados de los socialdemócratas

Planteó el problema de la corrupción en los cementerios de Biskek y, posteriormente, recibió amenazas y una demanda por difamación del director del cementerio. A pesar de la auditoría de la alcaldía, que confirmó la corrupción en el cementerio, fue multado por el tribunal. Los diputados del grupo S&D en el Parlamento Europeo se pronunciaron en defensa de Kadyrbek Atambayev, calificando este hecho de injusto.
Como autor, publica activamente en varias publicaciones científicas y analíticas. Su primer libro y una serie de artículos sobre el historicismo y la industrialización alemanes se publicaron en la plataforma CAA-Network. Además, varios trabajos sobre el sistema X-Road, el urbanismo urbano y reseñas de libros se publicaron en AKIpress. Publicó un artículo de investigación "Emprendimiento público: políticas de innovación y mecanismos de asociación público-privada" en la revista PPP de MGIMO.